# 六郷村 (愛知県幡豆郡)
六郷村（ろくごうむら）は、かつて愛知県幡豆郡にあった村である。
現在の西尾市の一部（笹曽根町・平口町・市子町・野々宮町・横手町・天竹町など）に該当する。

## 歴史
- 1889年（明治22年）10月1日 - 笹曽根村、平口村、市子村、野々宮村、横手村、天竹村が合併し、六郷村が発足。
- 1906年（明治39年）5月1日 - 豊田村、井崎村、及び大宝村の一部[1]と合併し、福地村が発足。同日六郷村は廃止。